# MicroVAX

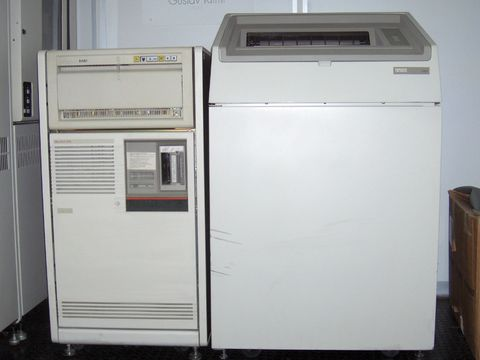
MicroVAX 3600

De MicroVAX was een serie van low-end minicomputers ontwikkeld en geproduceerd door Digital Equipment Corporation (DEC). Het eerste model, de MicroVAX I, werd geïntroduceerd in 1984. De MicroVAX-familie gebruikte processoren die de VAX-instructiesetarchitectuur (ISA) gebruikten en werd opgevolgd door de VAX 4000.
- MicroVAX/VAXstation I ("Seahorse")
- MicroVAX-II/VAXstation II ("Mayflower")
- MicroVAX 2000/VAXstation 2000 (zelfde CPU als II)
- MicroVAX-3100/VAXstation 3100 (desktopsystemen)
- MicroVAX-3300/3400 ("Mayfair II", met CPU-kaart KA640)
- MicroVAX-3500/3600 ("Mayfair", met CPU-kaart KA650)
- MicroVAX-3800-3900 ("Mayfair III", met CPU-kaart KA655)